# Operación Acero de Damasco
La Operación Acero de Damasco fue una ofensiva militar lanzada por el Ejército árabe sirio (SAA) en febrero de 2018, la cual terminó el sitio de Guta Oriental.  Guta Oriental, era una bolsa de ciudades y granjas, que había estado bajo asedio desde 2013 y fue un baluarte rebelde en la proximidad de la capital Damasco. Según las Naciones Unidas, casi 400,000 personas vivían en Guta.
El 14 de abril, el Ejército sirio capturó por completo la bolsa de Guta Oriental. Antes del fin de la ofensiva, la Associated Press declaró que la captura de la bolsa Oriental de Guta representaría una de las victorias más significativas para el Presidente sirio Bashar al-Assad en la guerra civil, y el peor contratiempo para los rebeldes desde su derrota en la Batalla de Alepo a finales de 2016. De modo parecido, Reuters declaró que la captura de Guta Oriental representaría el premio más grande para el Presidente al-Assad desde la recaptura de Alepo. Durante la ofensiva, tuvo lugar uno de los bombardeos más agresivos de la guerra con más de 1,700 muertos, entre civiles y militantes.
Según análisis satelitales de la ONU, para inicios de marzo los distritos occidentales de Guta Oriental, presentaban hasta un 93% de daño producto de los enfrentamientos, sobre todo en el área de Jobar. Esto llevó al secretario general de la ONU, António Guterres a denunciar la situación como un infierno en la tierra.

## Contexto

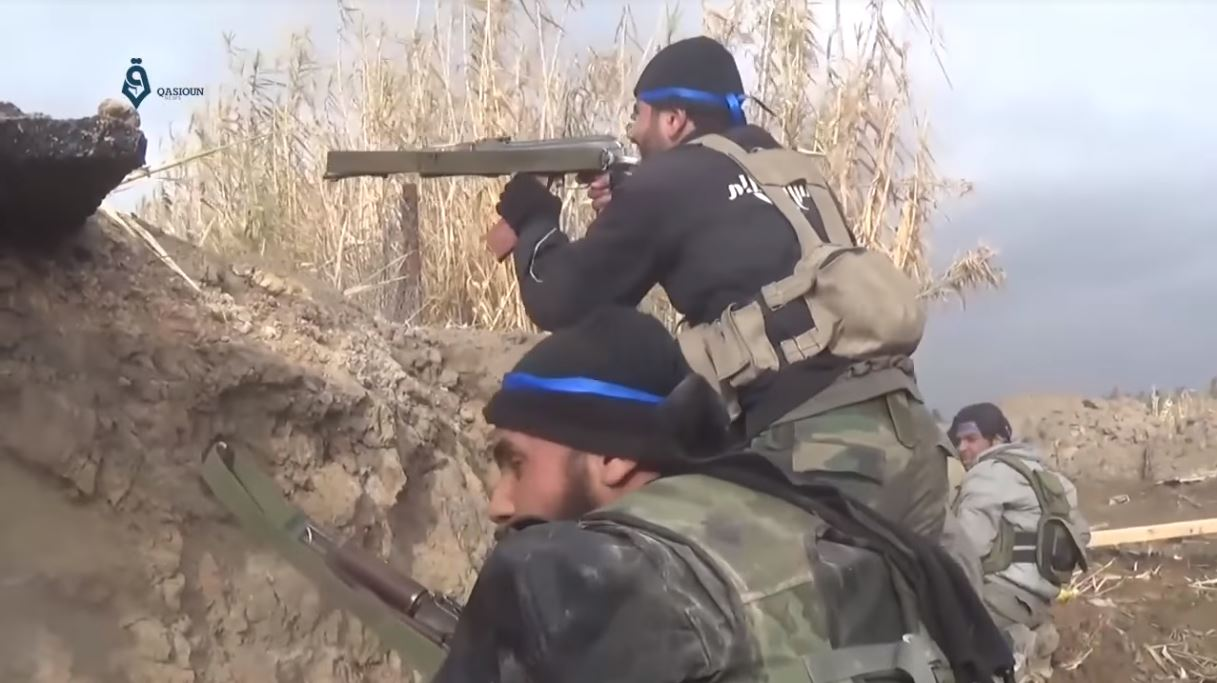
El grupo islamista Yeish al-Islam fue la facción más desafiante durante el Asedio de Guta Oriental.

Con la mayoría de los suburbios de Damasco recapturados por el gobierno sirio para febrero de 2018, allí quedó un reducto significativo del campo cercano a la ciudad capital capturada por los fundamentalistas rebeldes islamistas en 2012, estando bajo asedio por las SAA desde 2013. Los rebeldes usaron estas posiciones para ostigar al ejército con bombardeos e infiltraciones tras las líneas defensivas, siendo su última ofensiva la batalla de Harasta a inicios de año.
Las fuerzas sirias empezaron bombardeando el área en febrero, después de que las negociaciones rusas fallaron, donde murieron 200 personas el 8 febrero, según el opositor Observatorio sirio de Derechos humanos. El 18 de febrero se reinicio el bombardeo como preludio a la ofensiva de tierra, en la participarían las Fuerzas Tigre.
El principal facción insurgente en el área era Jaysh al-Islam, basados en Douma (con un estimado 10,000–15,000 luchadores en la región a inicios de 2018). El segundo más grande era Faylaq al-Rahman, afiliiados del Ejército sirio Libre (FSA), controlando muchas de las partes centrales y occidentales de Ghouta, incluyendo los distritos de Jobar y Ain Terma. Además, Ahrar al-Sham (basado en Harasta) y Tahrir al-Sham controlando distritos más pequeños como Arbin, Hawsh Al-Ash'ari y Beit Naim, con una fuerza estimada en el área de 500 en febrero de 2018) tuvieron una presencia más pequeña.

### Doctrina de Grozni
Lo que sucedió en Guta Oriental ha resonado en la memoria por dos hechos similares: las tormentas de bombas sobre Alepo y, hace casi dos décadas, sobre la capital de Chechenia, Grozni. Lo que sucedió ahora a las afueras de Damasco es resultado de una estrategia similar diseñada por los generales rusos durante la toma de Grozni en 1999.
Es una estrategia que consiste en fuertes bombardeos que buscan destruir cuanto sea posible, causar el mayor daño al alcance de las bombas, para aterrorizar a la población civil, obligarlos a huir y, luego, atacar por tierra a las fuerzas enemigas que queden en el terreno. Ya sin la población civil, es más fácil combatir a las tropas enemigas y recuperar o tomar los territorios. Dadas las consecuencias de esta estrategia, principalmente por el alto número de civiles muertos, la no existencia de un blanco militar específico y la destrucción total en que deja los sitios donde ha sido practicada ha llevado a que algunos expertos la califiquen como un "crimen de guerra".
Los conflictos chechenos (1994 y en 1999) supusieron una de las primeras ocasiones en que una fuerza militar moderna combatió a los insurgentes en una gran ciudad. El área urbana, brindó a los chechenos resguardo, recursos, líneas interiores y oportunidades para cambiar sus posiciones y realizar movimientos encubiertos sin ser detectados por las tropas rusas. Sin embargo, los generales retomaron una estrategia que ya había sido utilizada en otro contexto durante la Segunda Guerra Mundial: arrasar la ciudad con bombardeos para luego facilitar la entrada de tropas terrestres y de la artillería pesada.
Tienen sus antecedentes en lo que se conoce como bombardeo de saturación o de alfombra, y que también se empleó durante la guerra civil española (1936-1939), cuando los aviones alemanes de la Legión Cóndor bombardearon las poblaciones de Durango y Guernica, entre otras.
Su uso viene de la propia ayuda y asistencia militar rusa durante el conflicto y a las similitudes de estas ciudades con la propia Grozni (grandes centros urbanos utilizados como refugio por grupos rebeldes). Una situación similar se vivió al final de la batalla de Alepo, cuando los aviones de los gobiernos sirio y ruso bombardearon la mayor ciudad del país para obligar la salida de la población civil y, después, ir por los últimos reductos rebeldes.

## Ofensiva

### Bombardeo inicial
Al anochecer del 18 de febrero de 2018, ataques aéreos y de artillería pesada empezaron a caer sobre el enclave en el frente este. La Fuerza de Aire siria lanzó redadas aéras a gran escala sobre la región, golpeando posiciones defensivas rebeldes, hospitales, y áreas residenciales en y alrededor de las ciudades de distrito de Douma, Hamouriyah, Saqba y Mesraba. La artillería acompañó el ataque en varias posiciones. En general, se daban 260 ataques por día. Al día siguiente, según los rebeldes murieron 94 civiles. Al mismo tiempo, el ejército se preparaba para el asalto por tierra, estableciendo posiciones en los frentes occidental y oriental de la bolsa. Los relbeldes atacaron con mortero en Damasco central asesinado un civil. Alrededor de la medianoche entre 19 y 20 febrero, la Fuerza de Aire rusa se unió a la ofensiva.

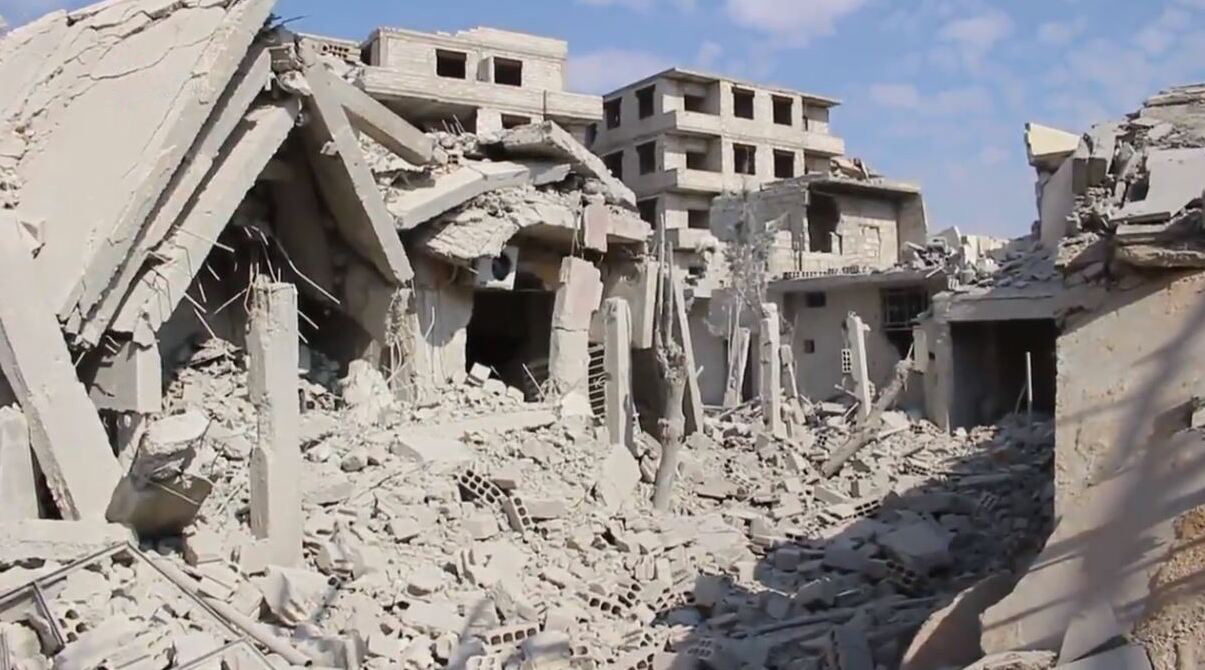
Área de Zamalka destruida por bombardeos.

El 22 de febrero, el SAA lanzó panfletos sobre Ghouta, llamando a los residentes a dejar el área e instando a los insurgentes a rendirse. Entretanto, un total de 16 civiles habían muerto y aproximadamente 128 heridos producto de los ataques rebeldes ataques sobre Damasco entre el 18 y 20 febrero. El 24 de febrero, a pesar de la resolución adoptada por el Consejo de Seguridad de las Naciones Unidas (UNSC) de un alto el fuego de 30 días en Siria, se informó que los ataques aéreos continuaron después del voto.

### Asalto terrestre
Alrededor de las 8:30 a. m. en la mañana del 25 febrero, horas después de que el Consejo de Seguridad pidiera una tregua de 30 días, el asalto empezó con las SAA capturando múltiples puntos alrededor del Batallón de Defensa Aérea en Bashoura en el frente suroriental cerca a Hazrama y Tal Farzat. Poco después, el ejército capturó la ciudad de Al-Nashabiyah, los pueblos de Hazrama y Al-Salihiyah, y la colina de Tal Farzat de Jaysh al-Islam continuando el avance hacia Hawsh Zariqiyah. Aunque Nashabiyah y Hazrama no lograron ser capturadas, quedando parcialmente rodeadas. Alrededor de las 10:00, las SAA empezaron un nuevo eje atacando la línea Harasta-Arbeen en el frente noroccidental de la bosa. La 4.ª División del ejército empezó el asalto contra las posiciones de al Ajami en distrito de Harasta, capturando algunos edificios en el área. Entretanto, inicialmente se informó que el pueblo fuertemente fortalecido de Hawsh Dawahra era también capturado en el este del bolsillo, aunque más tarde se confirmó que las tropas de asalto fueron emboscadas, muriendo 15 soldados y perdiendo un tanque. El pueblo quedó bajo control rebelde. El ejército utilizó el UR-77 (УР-77) Mineclearing System para limpiar el intrincado sistema de trincheras.
El mismo día del inicio de la ofensiva, se publicó un vídeo del Brigadier General Suheil al-Hassan hablando a tropas de gobierno en Damasco, siendo resguardado por soldados rusos y sirios. Durante su discurso, al-Hassan dijo: “Damasco los aguarda, para vestirse de victoria… Con Dios, seremos victoriosos, y con fe, seremos victoriosos. Recuerden que cada uno de ustedes decidió luchar para defender la verdad, dignidad, y para salvar a Siria y sus personas”. Jaysh al-Islam declaró haber matado a 70 milicianos progubernamentales y capturó 14 en el primer día de la ofensiva. En contraste, el pro - opositor Observatorio sirio para Derechos humanos (SOHR) informó de 13 soldados y 6 rebeldes asesinados, mientras dos soldados fueron capturados.
Los avances de Ejército sirio continuaron el 26 de febrero, con la captura de varias áreas de Harasta, incluyendo un elaborado complejo de túneles. Al día siguiente a las 09:00, se estableció un corredor humanitario por cinco horas. Aun así, según el Ministerio ruso de Defensa, los grupos rebeldes evitaban que los civiles dejaran el área. Temprano el 28 de febrero, tras un asalto nocturno, el ejército capturó Hawsh Dawahra. Durante la lucha por Hawsh Dawahra, fuerzas de gobierno utilizaron un puente móvil para cruzar un foso cercano a Sifco Laboratorios y asaltar las trincheras rebeles. El ejército también hizo intentos de avanzar hacia la ciudad de Al-Shifouniyah, donde hicieron limitados avances durante el día. Más tarde se informó que las SAA entraron Al-Shifouniyah. Al día siguiente, el ejército sirio capturó la base la defensa aérea de Bashoura al sureste de Hawsh Dawahra.
Después del tercer asalto nocturno las SAA capturaron el pueblo de Hawsh Al-Zarqiyah el 2 de marzo, después de que el ejército empezara a asaltar la ciudad cercana de Utaya. Más tarde en el día, la base del Batallón 274, al sur de Al-Shifouniyah, fue también capturado. Entretanto, los insurgentes lanzaron un contrataque en Harasta, el cual fue repelido en un par de horas, resultando en numerosas bajas en ambos lados. Al día siguiente, las SAA tomaron control de Utaya, Al-Nashabiyah y Hazrama, así como la mayoría de Al-Shifouniyah. El ejército también atacó la ciudad de al-Rayhan en la parte nororiental de la bosa, pero fue repelido. Los avances tuvieron lugar después de duros combates en Utaya, con el ejército finalmente cogiendo la ciudad. Varias fuentes informaron los rebeldes plantearon una defensa fanática en Utaya y la mayoría de los enfrentamientos tuvieron lugar en las afueras del norte de la ciudad. Siguiendo la captura de Utaya, las defensas de Al-Nashabiyah y Hazrama colapsaron, dejando las dos ciudades plenamente rodeadas. En una hora, el ejército capturó Al-Nashabiyah y Hazrama sin resistencia después de que los rebeldes habían retrocedido de las ciudades en las horas finales de lucha por Utaya para evitar ser sitiados. Horas más tarde, se informó que el ejército había tomado control de Al-Shifouniyah. En el anochecer, sitiaron otras dos ciudades rebeldes, mientras que la línea de abastecimiento rebelde a lo largo de la carretera Douma-Al-Shifouniyah se encontraba bajo fuego de artillería. Durante sus avances en los días anteriores, el ejército rompió a través del cinturón defensivo que enlaza Al-Nashabiyah con Rayhan de 12 kilómetros conocido como "La Trinchera de Muerte".
El 4 de marzo, los rebeldes recapturaron grandes partes  de Al-Shifouniyah en un contraataque. Entretanto, el ejército capturó la ciudad de Beit Naem en el del sur del bolsillo. Siguiendo los avances de los dos días anteriores, el ejército empezó las operaciones para partir el bolsillo en dos, kilómetros quedando aún una brecha de 3 kilómetros. Entretanto, un portavoz de Jaysh al-Islam anunció vía Twitter que los rebela habían matado a 150 soldados desde la noche anterior. Contrariamente a esto, el SOHR informó que 12 soldados habían sido asesinados. Varias horas después de la captura de Beit Naem, el ejército había reconquistado por completo Al-Shifouniyah.
Para el 5 de marzo, el 35 por ciento de Guta Oriental había sido liberado por el ejército sirio, estando a dos kilómetros al sureste del bastión insurgente de Douma. La 4.ª División Blindada  capturó varias granjas al noroeste y penetró un kilómetro desde la carretera Harasta-Douma. Entretanto, las SAA lograron avances en el del sur del bolsillo. Temprano el 6 de marzo, la mayoría de al-Rayhan, en el nordeste del bolsillo, fue capturado después del ejército avanzó al norte de Al-Shifouniyah. Por la tarde, se informó de la captura de al-Muhammadiyah en el del sur del bolsillo. El mismo día, Rusia ofreció a los rebeldes y sus familias paso seguro fuera de Ghouta. Los rebeldes rechazaron la oferta, acusado a Rusia de guerra sicológica y declarando que sus defensas habían sido restablecidas después de los primeros días de ofensiva. Varias  granjas alrededor de Mesraba, Beit Sawa y Hawsh Al-Ash'ari habían sido capturados por el ejército para el final del día.

### Partiendo el bolsillo
El 7 de marzo, el ejército capturó Beit Sawa y Hawsh Al-Ash'ari, despejando la vía para un ataque en el cercano  Mesraba. Más tarde, Mesraba era golpeado por "fuego preparatorio" antes del asalto de infantería prevista para la noche. Para el anochecer las SAA prácticamente habían cortado Ghouta en dos con fuego de artillería. Al llegar a este punto, tropas de gobierno habían avanzado entre 1 y 1.3 kilómetros al este de la base de Harasta en el borde occidental del bolsillo. En respuesta a los avances de las SAA, los rebeldes declararon el lanzar emboscadas y guerra de guerrillas en los territorios perdidos, en un intento de parar los avances. El 8 de marzo, el ejército capturó la ciudad de Hawsh Qubaybat, así como la base del Batallón de Defensa Aérea de Aftris.
El 10 de marzo, después de 24 horas de lucha, el ejército liberó Mesraba, así como la estación de gas Kilani en la carretera principal, con ello partiendo la bolsa de Ghouta en tres secciones. Los tres nuevos bolsillos eran Harasta, Douma y la parte del sur de Ghouta. Aunque los rebeldes negaron que Ghouta Oriental había sido partido, SOHR declaró que las carreteras entre las tres partes estaban cortados debido al fuego de artillería. El gobierno bombardeo refugios subterráneos e incluso mezquitas, utilizados como escondites y armerías. Las SAA también avanzaron hacia la base militar de Harasta, a pesar de que fallaron en capturar Madyara, la última ciudad que les separaba de la base. Al día siguiente, los rebeldes continuaron presentando una resistencia feroz para impedir que el ejército alcanzara la base. No obstante, las SAA finalmente capturaron Madyara, con ello partiendo físicamente Ghouta en dos y logrando alcanzar la base de Harasta.
El 12 de marzo, fuerzas de gobierno eran 200 a 300 metros de físicamente cortando de Harasta de Douma. Más tarde en el día, el ejército acabó ceñir Harasta, cortándolo fuera de Douma. El ejército también capturó la ciudad de Aftris, con lo que liberó las áreas rurales de la parte del sur de Ghouta. La batalla por la ciudad duró varios días debido a las fortificaciones rebeldes que constaban de cunetas antitanque, varias líneas de trincheras y posiciones forticadas. Las SAA también asaltaron el eje de Jobar durante el día. Entretanto, las tensiones entraron en erupción en el baluarte rebelde de Kafr Batna, los rebeldes dispararon a los manifestantes civiles que reclamaban la rendición de la ciudad al gobierno; un manifestante fue asesinado, según un doctor local.
Ghouta estaba oficialmente reducido a tres bolsillos, uno en el del norte alrededor de Douma aguantado por Jaysh al-Islam; un segundo en el del sur alrededor de Hamouria aguantado por Faylaq al-rahman; y un tercer en el del oeste alrededor de Harasta aguantado por Ahrar al-Sham.

### Aclarando los bolsillos
El 14 de marzo, el Ejército sirio asaltó el barrio del norte de Hamouriyah (bajo el control de Faylaq al-rahman), entrando en la parte del sur de al-Rayhan, capturando "aproximadamente" 40% de Jisreen, y peleando en Arbin y Kafr Batna. Para el fin del día, la fábrica de Al-Ahlam y una estación del ejército al sur de Beit Sawa era también capturado de Tahrir al-Sham y Faylaq al-rahman. Por al día siguiente, el ejército logró el control de la mitad oriental de Hamouriyah.
El 15 de marzo, casi 20,000 civiles dejaron Hamouriyah hacia áreas bajo el control del gobierno. Al mismo tiempo, el ejército capturó Hamouriyah después de que los rebeldes se retiraron a la ciudad de Ein Tarma al suroeste. Durante su retiro de Hamouriyah, según fuentes de gobierno, francotiradores rezagados atacaron al ejército siendo destruidos con tanques y bombardeos. Las SAA también capturó al-Rayhan en Douma de Jaysh al-Islam después de dos semanas de lucha. El 16 de marzo, las SAA liberaron la ciudad de Jisreen. El 17 de marzo, las  SAA capturaron las ciudades de Kafr Batna y Saqba; entre 7,000 y 10,000 civiles dejaron la zona de combate hacia áreas bajo el control del gobierno. Aun así,  más tarde se informó que las SAA no habían asegurado la ciudad de Kafr Batna por completo y que los enfrentamientos continuaban. Para el 18 de marzo, el Ejército sirio logró el control total sobre Kafr Batna.
El 21 de marzo, Ahrar al-Sham anunció la rendición de Harasta a cambio de la evacuación de los rebeldes al norte de Siria, así como una oferta de perdón según el plan de reconciliación, 1500 insurgentes y 6000 familiares esperaban ser evacuados hacia en Idlib, el 22 de marzo se empezó evacuando a los heridos. El Gobierno sirio informó que 140 familias fueron evacuadas durante el día. Los autobuses empezaron la evacuación el 22 de marzo, con aproximadamente 30 autobuses que evacuaron alrededor 1500 personas que incluyeron aproximadamente 400 rebeldes. La televisión estatal siria anunció al día siguiente que el último grupo de rebeldes y sus familias fueron evacuadas, en total 3,000 personas que incluyen 1000 rebeldes habían sido evacuado de la ciudad.
El 20 de marzo, el Ejército sirio lanzó el asalto por el valle de Ein Tarma, capturando la mayoría del valle y logrando alcanzando el suburbio de Ein Tarma desde el frente suroriental. Por al día siguiente, el ejército informó tener el control del 70 por ciento del valle y estaba a 500 metros de controlarlo plenamente. En la mañana del 22 de marzo, el ejército informó la liberación total del valle mientras los rebeldes retrocedieron al suburbio de Ein Tarma. El 23 de marzo, las SAA capturaron la mayoría del suburbio, obligando a los rebeldes a replegarse hacia Zamalka y Arbin. Las SAA levantaron la bandera siria en el centro de Ein Tarma, y había tomado área de Hamza.
El 23 de marzo, después de un pacto entre el gobierno sirio y Faylaq al-Rahman, un alto el fuego era oficialmente anunciado en las cuatro ciudades importantes que todavía tenían presencia rebelde - Arbin, Zamalka, Ein Tarma y Jobar. El alto al fuego permitió la evacuación inmediata de los heridos, con rebelarse los luchadores dejaron para llevar sus armas ligeras y civiles sus pertenencias. Bajo el trato, quienes escogieron quedarse tenían la garantía del gobierno contra represalias, mientras la policía militar rusa supervisaría las evacuaciones. El trato dejó una ciudad, Douma, todavía debajo control insurgente, en la cual, según The Guardian, vivían 150,000 civiles. El transporte fuera de las cuatro ciudades empezó el 24 de marzo, con 950 eacado, y continuó el 25 de marzo, con más de 5400 desplazados. Al menos 6749 personas salieron en la noche entre 26 y 27 de marzo. El 31 de marzo, se realizó la última evacuación y el ejército sirio declaró la victoria en Oriental Ghouta, mientras que a los rebeldes que todavía permanecían en Douma recibieron un ultimátum para rendirse hasta el fin del día.
Tras la captura de Ghouta, el ejército descubrió una enorme red de túneles secretos, incluyendo bien aprovisionados búnkeres y hospitales subterráneos utilizados por los rebeldes para mover refuerzos y munición entre todo las ciudades. Un punto de entrada a la red de túneles,, era capaz de dejar entrar vehículos para caminos subterráneos.  El gobierno estaba asombrado de la cantidad de túneles, así como lo reforzados y aprovisionados que estaban. El ejército sirio descubrió documentos que confirmaban una cooperación secreta entre una compañía basada en EE. UU. y los rebeldes, a través de la cual eran financiados.

### Douma
El 1 de abril, un trato fue anunciado un trato entre Jal-Islam y el gobierno sirio en Douma para evacuar a los heridos de la ciudad hacia Idlib. Por este punto, Faylaq al-rahman que tenían una sección de Douma  ya había sido evacuados junto con centenares de civiles. El mismo día, el SOHR informó sobre un acuerdo final para trasladar a los rebeldes en Douma y ser transferido a Jarabulus y Al-Bab.
La dirigencia política de Jaysh al-Islam negó que hicieron una evacuación trata el gobierno sirio e insistió en que sólo los heridos serían evacuados. El día siguiente, los autobuses llegaron a Douma y la evacuación empezó con 1,100 rebeldes y sus familiares. Algunos activistas de oposición informaron que aquellos evacuaron eran milicianos heridos dijeron que eran civiles heridos. Entretanto, Jaysh al-Islam estaba dividido entre evacuar la ciudad o quedarse a pelear.
 El general ruso Sergei Rudskoi dijo al diario Al-Watan  el 4 de abril que Douma estaría pronto bajo el control del gobierno sirio. Entretanto, SOHR declaró que aproximadamente 2,350 milicianos de Jaysh al-Islam habían sido evacuados. Un vídeo  publicado por Jaysh al-Islam mostró al presidente de su comité religioso, Abu Abdelrahman Kaaka, confirmar el trato y negar un desacuerdo entre su liderazgo y los militantes. Aun así, las evacuaciones fueron suspendidas al día siguiente. SANA declaró que esto se debió a desacuerdos internos dentro de Jaysh al-Islam. SOHR declaró que los desacuerdos ocurrieron debido a las medidas tomadas por tropas turcas en las áreas dónde llegaban los insurgentes. SANA y fuentes de oposición declararon que 650 rebeldes y civiles fueron evacuados el 4 de abril.
SOHR declaró que dos civiles fueron asesinados cuándo aviones de combate atacó Douma por primera vez en 10 días el 6 de abril. SANA declaró que fue en respuesta a bombardeos sobre Damasco, el cual habían muerto cuatro. El mismo día, el gobierno sirio lanzó una ofensiva por aire y tierra en Douma, recapturando las granjas fuera de la ciudad. En general, 48 civiles habían muerto en Douma el 7 de abril.
Las SAA hicieron avances en  las afueras deDouma  durante el 7 de abril,avanzando en el oeste, este y el sur. Hicieron un avance significativo en del sur Douma, infiltrandose en la línea primaria de defensa de Jaysh Al-Islam acercándose al eje de Misraba. Anunciando que habían logrado el límite sur de Duma. En el flanco oriental, el ejército también intentaba asegurar plenamente al-Rayhan, mitad  de la cual estaba bajo el control rebelde. Al-Rayhan tenía una alta densidad de túneles, trincheras bien disfrazadas y posiciones de soporte del fuego en su flanco occidental, ofreciendo resistencia feroz contra los avances del gobierno.

#### Evacuación de Douma
Jaysh al-Islam acusó el gobierno de un ataque químico el 7 de abril. Los medios de comunicación estatales sirios y Rusia negaron las accusaciones. El 8 de abril, según el ejército sirio, un alto el fuego fue declarado después de que tropas de gobierno capturaron al-Rayhan. Los medios de comunicación estatales informaron que Jaysh al-Islam había rendido Douma. Añadiendo que los autobuses habían sido despachados para evacuar a los rebeldes y los prisioneros habían liberado bajo el trato. Un autobús llevó docenas de rebeldes y sus familias al norte de Siria mientras el primer grupo de prisioneros de los rebeldes eran liberados simultáneamente. Al día siguiente, la policía militar rusa visitó el sitio del ataque químico.
El 9 de abril, civiles asaltaron los almanecenes donde los rebeldes acaparaban los alimentos. Los rebeldes gastaron la munición pesada,  también quemado sus tanques, armas pesadas y otros vehículos militares cuando evacuaban. También liberaron los restantes 100 de los 200 prisioneros que habían sido retenidos en Douma. Durante las negociaciones de evacuación, los rebeldes declaraban haber tenido hasta 5,000 prisioneros. Otros informes colocaban el número de prisioneros entre 3,500 y 5,000, pero la televisión estatal citó una fuente oficial diciendo que los rebeldes habían exagerado el número para fortalecer su posición durante las negociaciones. Según Al-Masdar, los miles de otros prisioneros fueron ejecutados o murieron debido a enfermedades, hambre o fatiga mientras eran forzados a cavar túneles para los rebeldes. Interfax, citando el ejército ruso, declaró que 2,000 se rebela habían dejado el 10 de abril, mientras 4,000 más también se preparaban para dejar Douma.
El portavoz de la ONU Stephane Dujarric declaró que casi 4,000 personas fueron evacuadas a Alepo el 11 de abril. El dirigente de Jaysh al-Islam, Essam al-Buwaydhani, dejó la ciudad en el anochecer. El 12 de abril, tras la salida de los rebeldes de Douma, las agencias noticiosas rusas informaron que el Ejército sirio había tomado control lleno de la ciudad, con la bandera siria levantada en un movimiento simbólico en la ciudad y Rusia declaraba la victoria del gobierno sirio en Ghouta.  El ministerio de defensa ruso declaró que la policía militar rusa había empezado a patrullar Douma según lo estipulado en el trato de evacuación.
SOHR informó que aproximadamente 4,000 personas fueron evacuadas el 13 de abril. Hamza Bayraqdar, portavoz de Jaysh al-Islam, declaró todos los milicianos habían sido evacuados. El SAA entretanto todavía negó habían introducido Douma en el tiempo. Alrededor medianoche entre 13 y 14 abril, aproximadamente 100 autobuses evacuaron el último grupo de rebeldes y civiles, con lo que, las fuerzas del estado tomaron control completo de Douma.
La televisión estatal informó que unidades de policía siria habían entrado en Douma en la mañana del 14 abril. Este movimiento fue el final oficial de la liberación de Guta Oriental acabando con el asedio rebelde de 7 años a Damasco. Al anochecer, el Ejército sirio declaró a los suburbios orientales de Damasco “plenamente liberados”.

## Consecuencias humanitarias
250 personas murieron en los primeros dos días de la fase de bombardeo de apertura, la cifra más alta en muertes. Según un trabajador médico, la situación forzó los doctores a uso de fármacos expirados, incluyendo anestésicos, porque tuvieron no otra opción.
El 21 de febrero, SOHR informó que 260 personas habían muerto desde la noche del 18 febrero, con 106 muertos solo el 20 de febrero. Según Médicos sin Fronteras (MSF), 13 instalaciones de salud habían sido destruidas o averiadas debido a los ataques aéreos.
El 22 de febrero, Panos Moumtzis, el coordinador humanitario para Siria de la ONU, informó que "80 por ciento de la población de la ciudad de Harasta estaba en refugios subterráneos". El mismo día, el número de instalaciones de salud golpeadas había crecido a 22 quedando sólo tres instalaciones plenamente operacionales. Las organizaciones internacionales reclamaron había "evidencia clara de que los hospitales eran golpeados intencionadamente".
Entre el 18 y 24 febrero, más de 520 civiles murieron y 2,500 resultaron heridos debido al intenso bombardeo sobre Guta.
El 2 de marzo, dos niños consiguieron escapar de Ghouta bajo la cubierta de oscuridad a través del corredor humanitario, según un general ruso. El general, hablando por el Centro ruso para la Reconciliación, dijo que los rebeldes atacaban el corredor para evitar la salida de civiles de aquella área y también mantenía rehén la población. El mismo día, el Alto Comisionado para los Derechos humanos dijo que los ataques aéreos en Ghouta eran potencialmente "delitos de guerra", mientras MSF declaró que 15 de las 20 instalaciones apoyadas por ellos en Ghouta habían sido alcanzados por bombardeos o por la lucha.
El 4 de marzo, se informó que los miles de civiles habían huido de Guta. Según una fuente militar rusa, los grupos armados impusieron toques de queda para impedirles de dejar cerco. El 5 de marzo, prometieron dejar escapar a los civiles, mientras 46 camiones que llevan 247 toneladas de ayuda de las Naciones Unidas, la Cruz Roja y la luna roja árabe para casi 30,000 personas entraron al bolsillo vía el Al-Wafideen. El ejército ruso anunció haber evacuado a 13 residentes.  
El 7 de marzo, se denunciaron ataques con fósforo en Hamouriyah. El ministro de asuntos exteriores de Siria Faisal Mekdad negó los informes durante una rueda de prensa. Cuatro días más tarde, los Cascos Blancos dijeron que el gobierno sirio había atacado Irbin con gas de cloro, bombas de fósforo y napalm.
El 14 de marzo, un general ruso informó encima 300 personas habían huido de Guta a Damasco desde la implementación del pasillo humanitario el 27 de febrero. El mismo día, el Ministerio de Defensa ruso anunció que 437 civiles habían sido evacuados de Douma y que un convoy humanitario entregaría 137 toneladas de alimentarios. Al día siguiente, el ejército luchaba por capturar Hamouriyah, miles de civiles huyeron hacia el territorio del gobierno con al menos 12,500 dejando área según el SOHR. El 16 de marzo entre 12,000 y 13,000 personas huyeron de Guta. Para el 24 de marzo, más de 105,000 personas habían sido evacuadas de Ghouta.
El 15 de marzo, la televisión China informó que las SAA habían descubierto un taller de armas químicas cerca del suburbio de Douma.

## Esfuerzos de paz
El 22 de febrero, en respuesta al ataque en Ghouta, Suecia y Kuwait propusieron una resolución en el Consejo de Seguridad de la ONU, constando de una tregua de 30 días en Siria. La resolución fue posteriormente vetada por Rusia. Aun así, el 24 de febrero, el Consejo de Seguridad de la ONU (UNSC) unánimemente aprobó una resolución que solicitaba un alto el fuego de 30 días en Siria.
El 25 de febrero, un General iraní, Mohammad Bagheri, dijo que la tregua no cubrió las partes de los suburbios de Damasco "defendido por terroristas" y que los ataques continuarían.
El 26 de febrero, el Presidente ruso Vladímir Putin ordenó una "pausa humanitaria" de 5 horas diarias en Ghouta. El alto el fuego empezó al día siguiente de 9 a. m. a 2 p. m. hora local. Aun así, en el ministro de asuntos exteriores de Rusia Sergey Lavrov declaró que ambos Ahrar al Sham y Jaysh al Islam eran excluidos de los acuerdos de alto el fuego por colaborar con al-Nusra. A inicios de marzo, una oferta rusa de paso seguro fuera de Ghouta Oriental para los rebeldes y sus familiares fue rechazado por los insurgentes.

## Respuesta de los rebeldes a la ofensiva
El 2 de marzo, Ansar al-Islam lanzó un ataque en Hama para aliviar la presión de Ghouta y anunció haber acabado con 30 soldados.
El 14 de marzo, el Frente de Liberación, el Partido Islámico del Turkistán y Jaysh al-Izza lanzaron una ofensiva militar en al noroeste Hama. En las primeras horas de la operación, después de ataques de cohete y artillería sobre las posiciones de las SAA, los rebeldes asaltaron la ciudad de Kernaz y la mayoría de Al-Hamameyah, forzando al ejército a retroceder. Jets sirios y rusos respondieron a la ofensiva con ataques aéreos sobre posiciones tácticas rebeldes. A pesar del éxito inicial, el mismo día el Ejército sirio lanzó un contraataque recapturando Karnaz y Al-Hamameyah, aplastando la ofensiva rebelde.

## Consecuencias
El 14 de abril, Francia, el Reino Unido y los Estados Unidos lanzaron ataques aéreos en contra cuatro objetivos sirios en respuesta al ataque químico en Douma